# أغنيس نيوتن كيث
أغنيس نيوتن كيث (بالإنجليزية: Agnes Newton Keith)‏ (4 يوليو 1901 - 30 مارس 1982)؛ كاتِبة وروائية ماليزية-أمريكية.